# Henri Lepage (schermidore)
Henri Lepage (Épinal, 30 aprile 1908 – Épinal, 26 ottobre 1996) è stato uno schermidore francese, vincitore di una medaglia d'oro nella scherma ai giochi olimpici.